# Homme-radioactif
Pour les articles homonymes, voir Radioactive Man et L'Homme radioactif.
Chen Lu, alias l’Homme-radioactif (« Radioactive Man » en version originale) est un super-vilain évoluant dans l'univers Marvel de la maison d'édition Marvel Comics. Créé par le scénariste Stan Lee et le dessinateur Jack Kirby, le personnage de fiction apparaît pour la première fois dans le comic book Journey into Mystery #93 en juin 1963.
Inventé à la base pour servir d'adversaire au héros Thor, il devient ensuite un ennemi récurrent d'Iron Man. Par la suite, un autre personnage, Igor Stancheck, reprend l'identité de l'Homme-radioactif.

## Biographie du personnage

### Origines
Quand Thor empêcha une invasion chinoise en Inde, le gouvernement chinois ordonna à ses meilleurs scientifiques de créer le premier super-être chinois capable de vaincre le dieu nordique.
Le physicien nucléaire Chen Lu faisait partie de ce groupe et expérimenta sur lui-même les fruits de ses recherches, s'exposant dans un laboratoire secret à des radiations contrôlées pendant plusieurs mois. La dernière dose, massive, lui octroya des pouvoirs surhumains.
Surnommé l'Homme-radioactif, il s'attaqua à Thor aux États-Unis mais ce dernier réussit à le projeter en Chine, où il parut mourir en explosant.

### Parcours
Chen Lu avait en fait survécu, et décida vite de se mettre à son compte plutôt que de servir l'État chinois. Il rejoignit les Maîtres du mal du Baron Zemo, mais fut abandonné par ce dernier lors d'un combat contre les Vengeurs. Il s'échappa deux fois de prison, pour être de nouveau capturé, la première fois par Spider-Man puis par les Vengeurs.
Libéré par le robot Ultron, il participa à sa version des Maîtres du mal mais fut de nouveau vaincu par le Chevalier noir (Dane Whitman). Avec le temps, il commença à éprouver des troubles de la personnalité.
Ne souhaitant pas rentrer en Chine, il fit équipe avec des super-criminels russes, la Dynamo pourpre et l'Homme de titanium. Le trio s'installa au Vietnam et se surnomma les « Trois Titans » (Titanic Three). Vaincus par Iron Man et déchus devant les autorités vietnamiennes, ils se séparèrent. Chen Lu retourna aux États-Unis et rentra dans les rangs des Maîtres du mal. Il fut de nouveau emprisonné.
Plus tard, il devint l'esclave du Mandarin puis travailla pour Stane International en tant que scientifique. Après une nouvelle arrestation, il fut emprisonné à la Voûte. Là, il s'allia aux Vengeurs pour empêcher une catastrophe nucléaire.
Ensuite, il affronta de nouveau Iron Man puis Miss Hulk. De retour à la Voûte, il s'échappa en même temps que les Thunderbolts (l'équipe du Baron Zemo).
Épris de regret sur sa carrière et désirant se soigner, il proposa ses services à la Chine. Il réussit à évacuer progressivement l'excès de radiation qu'il émettait, gardant en tête qu'il avait tué de nombreux Chinois. Mais sa volonté de rédemption éclata quand des terroristes Atlantes attaquèrent Beijing, faisant plusieurs milliers de victimes. Rongé par la vengeance, il suivit les Atlantes aux États-Unis, où il aida les Thunderbolts à empêcher la destruction de l'immeuble des Nations unies. Sur invitation de Mach 4, il rejoignit le groupe, et sauva Manhattan de la menace Atlante. Le gouvernement chinois lui demanda de rester aux États-Unis, car il avait désormais une bonne image et représentait la puissance de la Chine.
Mais il fut un jour attaqué par Namor. Ce dernier lui reprochait d'avoir infecté un des agents Atlantes revenu à Atlantis, répandant la maladie. Il se servit de ses pouvoirs pour purger la capitale atlante. Mais, à l'insu de tous, il s'arrangea pour infecter Tamara Rahn, qui devait servir de porteur au virus et éradiquer la base terroriste atlante.
On le revit au Wakanda où il avait été engagé avec le Rhino pour faire chuter la Panthère noire du trône.
Il fut ensuite un membre des Thunderbolts, et resta loyal à Songbird. Lors d'un combat contre certains des Doyens de l'univers, ses pouvoirs furent affectés, l'obligeant depuis à porter une combinaison spéciale.

### Dark Reign
Lors de Dark Reign, les Thunderbolts furent envoyés à la recherche du juticier Moon Knight. Le combat affecta une nouvelle fois l'Homme radioactif sur le plan physique. Il repartit se ressourcer en Chine.

### Le Champion du peuple
On revit l'Homme radioactif quelques mois plus tard au sein de la Force de défense du peuple qui tentait d'arrêter un ancien roi Inhumain, The Unspoken. Ce dernier sera vaincu par les Puissants Vengeurs en Chine.
Puis, pour le compte de la Chine, il partit en Transie (en) défendre des pipelines installés là, et il eut maille à partir avec Iron Man, lui-même attaqué par l'Homme de titanium et la Dynamo pourpre pour avoir interféré dans un conflit politico-religieux.

## Igor Stancheck
En vedette dans le quatrième volume de la série Black Panther, Igor Stancheck est un mutant russe et l'un des mercenaires (avec Rhino, Batroc, et le Chevalier noir du Vatican) du groupe orchestré par Klaw pour l’invasion du royaume africain fictif du Wakanda. Le groupe tente sans succès de détruire l'immense monticule métallique de vibranium situé au cœur du royaume de la Panthère noire au Mont Kanda. Il sera tué par Shuri.

## Pouvoirs et capacités
L'Homme-radioactif génère en permanence des radiations et manipule leurs énergies, notamment pour créer des vagues de chaleur capables d'incendier un bâtiment, des rayons de radiation solides, des champs de force ou pour voler dans les airs. En complément de ses pouvoirs, c'est un physicien nucléaire compétent, aussi doué dans les domaines de la robotique et des mutations.
- L'Homme-radioactif possède une force surhumaine (il peut soulever jusqu'à plusieurs dizaines de tonnes, selon son niveau de rayonnement), et n'a pas besoin d'oxygène pour survivre.
- Les radiations qu'il émet peuvent donner le tournis, la nausée et même lobotomiser ses victimes. À long terme, elles sont mortelles. Un rayonnement massif peut tuer un être humain en quelques secondes. Il peut aussi s'en servir pour aveugler ou créer des ondes de choc.
- Il sait calculer le dosage de ses radiations et créer des effets ayant un compte à rebours et/ou une certaine durée.
- Il peut détecter, reconnaître et absorber les radiations environnantes, mais a besoin de libérer l'énergie pour ne pas devenir fou ou en mourir.
- Son costume isolé lui permet de garder son niveau de rayonnement très bas, pour ne pas tuer tout ce qui l'entoure.